# Памятник Суворову (Севастополь)
Па́мятник Суво́рову — памятник русскому военачальнику, генералиссимусу Александру Васильевичу Суворову в Севастополе. Находится в Ленинском районе города на площади Суворова.
Памятник А. В. Суворову был установлен к празднованию 200-летия города 3 августа 1983 года. Авторство памятника принадлежит скульпторам В. В. Рябкову и В. С. Гордееву, архитекторам Г. Г. Кузьминскому и А. С. Гладкову.
Бюст полководца выполнен из бронзы и установлен на прямоугольном, сделанном из серого гранита, высотой 3,34 м, пьедестале. На пьедестале памятника размещен картуш, на котором надпись: «Александр Васильевич Суворов».
Взгляд полководца направлен в сторону Южной бухты. На военном мундире изображены многочисленные награды, которыми он был отмечен за успешную государственную и военную деятельность.
Общая высота памятника 5,34 м.